# Ladislav Horský
Ladislav Horský (* 18. September 1927 in Valaská; † 24. September 1983 in Brünn) war ein  tschechoslowakischer Eishockeyspieler und -trainer. Als Trainer wurde er mit Slovan ChZJD Bratislava einmal Tschechoslowakischer Meister, zudem gewann er als Trainer mehrere Medaillen bei Junioren- und Herren-Weltmeisterschaften.

## Karriere
Als Spieler war Horsky vor allem für den HC Slovan Bratislava und ATK Prag (HC Tankista Prag) aktiv. Insgesamt absolvierte er 150 Ligaspiele und erzielte dabei 71 Tore.
Nach seiner aktiven Karriere wurde Horsky Eishockeytrainer und betreute Slovan Bratislava fast 10 Spielzeiten lang, zudem war er in Deutschland zwischen 1964 und 1970 beim Münchener EV, EC Oberstdorf und der Düsseldorfer EG beschäftigt.
Mit dem HC Slovan Bratislava wurde er am Ende der Saison 1978/79 Tschechoslowakischer Meister.
Parallel zu seiner Tätigkeit auf Vereinsebene war er über viele Jahre im Trainerstab der tschechoslowakischen Nationalmannschaften und gewann dabei mehrere Medaillen. Zudem war er als Dozent an zahlreichen Hochschulen im Bereich Sport beschäftigt und war Autor mehrerer Bücher und zahlreicher Publikationen in Fachzeitschriften.
1982 nahm Horsky eine Dozentenstelle an der University of Wisconsin an, ehe er kurz nach seinem 56. Geburtstag verstarb.

## Erfolge und Auszeichnungen
- 1959 Bronzemedaille bei der Weltmeisterschaft (als Co-Trainer)
- 1976 Bronzemedaille bei der Junioren-Weltmeisterschaft (als Trainer)
- 1977 Bronzemedaille bei der Junioren-Weltmeisterschaft (als Trainer)
- 1979 Silbermedaille bei der Junioren-Weltmeisterschaft (als Trainer)
- 1979 Tschechoslowakischer Meister mit dem HC Slovan Bratislava
- 2002 Aufnahme in die Slowakische Hockey Hall of Fame
- 2004 Aufnahme in die IIHF Hall of Fame (Builder)[1]
- 2010 Aufnahme in die Tschechische Eishockey-Ruhmeshalle

## Publikationen
- Eishockey: Training – Technik – Taktik. Wilhelm-Limpert-Verlag GmbH, Frankfurt, 1967, OCLC 41071110.